# زندگی عاشقانه (فیلم ۲۰۲۲)
زندگی عاشقانه (ژاپنی: ラブライフ هپبورن: Rabu Raifu) فیلمی فرانسوی-ژاپنی در ژانر درام به کارگردانی کوجی فوکادا از سال ۲۰۲۲ است. داستان این فیلم در ژاپن معاصر می‌گذرد و از ترانه‌ای به همین نام الهام گرفته شده‌است که در آلبوم «زندگی عاشقانه» ضبط شده‌است و توسط موسیقی‌دان آکیکو یانو در سال ۱۹۹۱ منتشر شده‌است. این فیلم حول محور تائکو و همسرش، جیرو می‌چرخد و رویارویی آن‌ها را با «عشق» و «زندگی» به تصویر می‌کشد.
این فیلم در بخش رقابتی هفتاد و نهمین دوره جشنواره بین‌المللی فیلم ونیز، جایی که برای شیر طلایی رقابت کرد، نخستین نمایش خود را در ۵ سپتامبر ۲۰۲۲ انجام داد.

## طرح داستان
فیلم دربارهٔ زنی متأهل به نام تائکو است که با همسرش جیرو به خوبی زندگی می‌کند. او تصمیم می‌گیرد از پارک، پدر پسرش کیتا، مراقبت کند که ناشنوا، بیمار و بی‌خانمان ظاهر می‌شود.

## بازیگران
- فومینو کیمورا در نقش تائکو[۷]
- کنتو ناگایاما در نقش جیرو[۶]
- اَتم سونادا در نقش پارک
- هیرونا یامازاکی در نقش یامازاکی، دوست‌دختر سابق جیرو[۸]
- میسوزو کانو در نقش میو، مادر جیرو
- تومورووو تاگوچی در نقش ماکوتو
- تتسوتا شیمادا در نقش کیتا، پسر تائکو
- میتو ناتسومه در نقش کارمندی که در محل تائکو کار می‌کند[۹]

## انتشار
این فیلم نخستین نمایش جهانی خود را در ۵ سپتامبر ۲۰۲۲ در هفتاد و نهمین دوره جشنواره بین‌المللی فیلم ونیز انجام داد و برای شیر طلایی در بخش رقابتی این جشنواره حضور داشت. این فیلم در ۹ سپتامبر ۲۰۲۲ در ژاپن اکران شد و نخستین نمایش خود را در آمریکای شمالی در جشنواره بین‌المللی فیلم تورنتو ۲۰۲۲ در بخش «سینمای معاصر جهان» در ۱۲ سپتامبر ۲۰۲۲ در تئاتر اسکوتایابنک، تورنتو انجام داد. ام‌کی۲ فیلمز حقوق پخش فیلم را برای اروپا در فوریه ۲۰۲۲ به‌دست آورد.

## بازخورد
در وبگاه جمع‌آوری نقد راتن تومیتوز، ٪۸۶ از ۱۴ بررسی منتقدان مثبت است و میانگینِ امتیاز آن ۶٫۵/۱۰ است. این فیلم در متاکریتیک که از میانگین وزنی استفاده می‌کند، بر اساس نظر ۸ منتقدین امتیاز ۷۲ از ۱۰۰ را کسب کرده که نشان‌گر «نقدهای عموماً مطلوب» است.

## جوایز و نامزدی‌ها
| سال  | جایزه                                          | رده              | دریافت‌کننده   | نتیجه    | منیع   |
| ---- | ---------------------------------------------- | ---------------- | ------------- | -------- | ------ |
| ۲۰۲۲ | هفتاد و نهمین دوره جشنواره بین‌المللی فیلم ونیز | شیر طلایی        | زندگی عاشقانه | نامزدشده | [ ۱۵ ] |
| ۲۰۲۲ | چهل و هفتمین جایزه فیلم هوچی                   | بهترین تصویر     | زندگی عاشقانه | نامزدشده | [ ۱۶ ] |
| ۲۰۲۲ | چهل و هفتمین جایزه فیلم هوچی                   | بهترین کارگردان  | فومینو کیمورا | نامزدشده | [ ۱۶ ] |
| ۲۰۲۲ | چهل و هفتمین جایزه فیلم هوچی                   | بهترین بازیگر زن | فومینو کیمورا | نامزدشده | [ ۱۶ ] |